# Serrita
Serrita es un municipio brasileño localizado en el sertón del estado de Pernambuco. Tiene una población estimada al 2020 de 19 196 habitantes.

## Historia
Serrita surgió de la ocupación de los márgenes del Riacho Traíras, formado por las reiterantes  sequías de la región del Cariri (Ceará) durante el siglo XIX. El poblado se inició a partir de la ocupación de Miguel Torquato de Bulhões, al margen de dicho riacho, donde erigió una capilla, en la cual el vicario de Salgueiro venía a celebrar la misa.
En 1892 fue creado el distrito por el Coronel Romão Pereira Filgueira Sampaio, denominado  Serrinha debido a la pequeña sierra localizada en las proximidades. El distrito pertenecía al municipio de Salgueiro.
El 11 de septiembre de 1928 Serrinha fue elevada a la categoría de municipio. Cinco años después, el municipio fue extinto y retornó a la categoría de distrito de Salgueiro. El 27 de junio de 1934 retorna a la condición de municipio. El 31 de diciembre de 1943 pasa a llamarse Serrita.
El Coronel Romão Pereira Filgueira Sampaio dejó su legado político a su hijo Francisco Filgueira Sampaio conocido como "Coronel Chico Romão" que gobernó Serrita por más de 50 años.

## Geografía
Se localiza a la latitud 07º56'00" sur y a la longitud 39º17'45" oeste, estando a la altitud de 419 metros.